# 대수머리

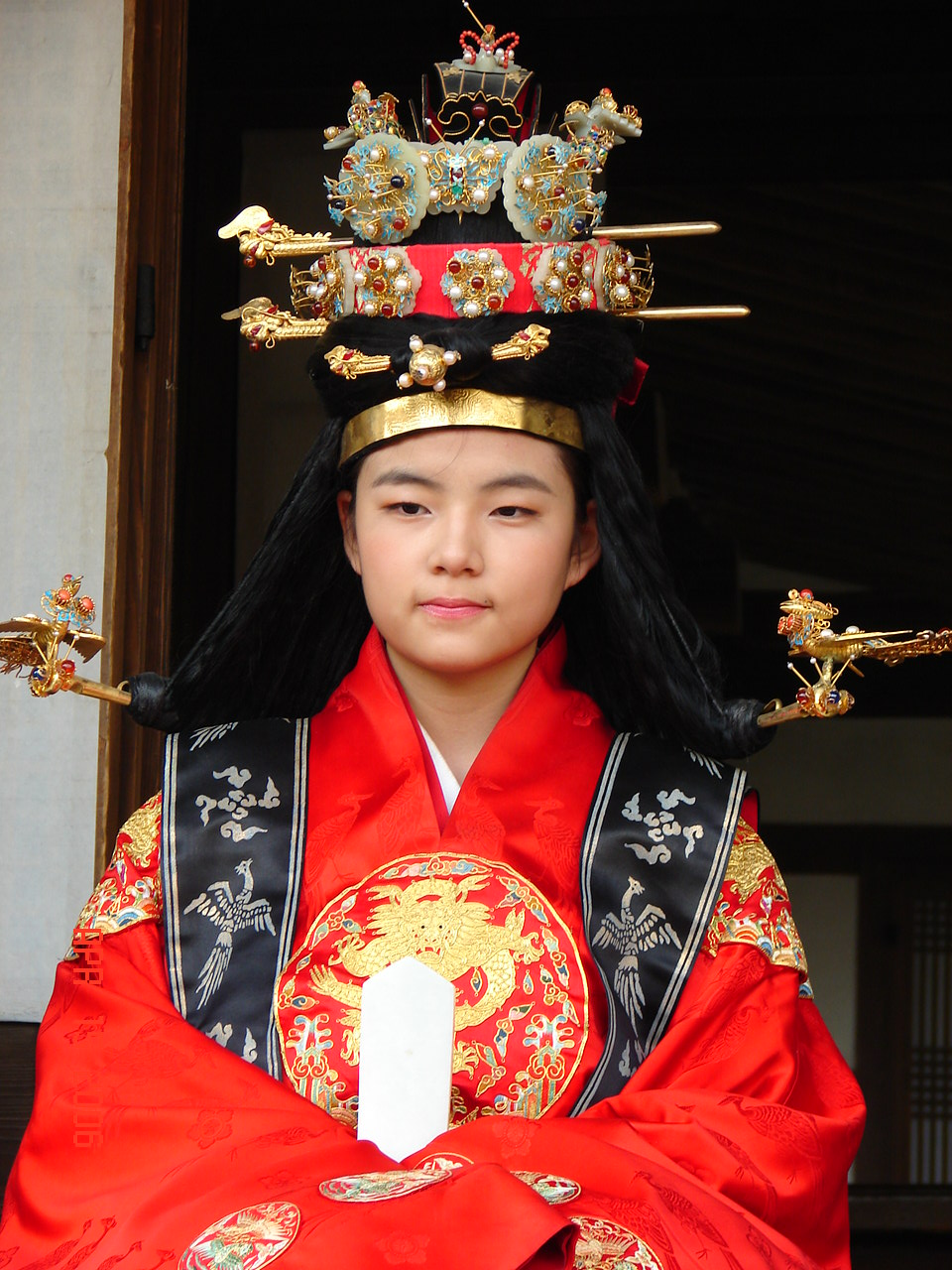
대수머리

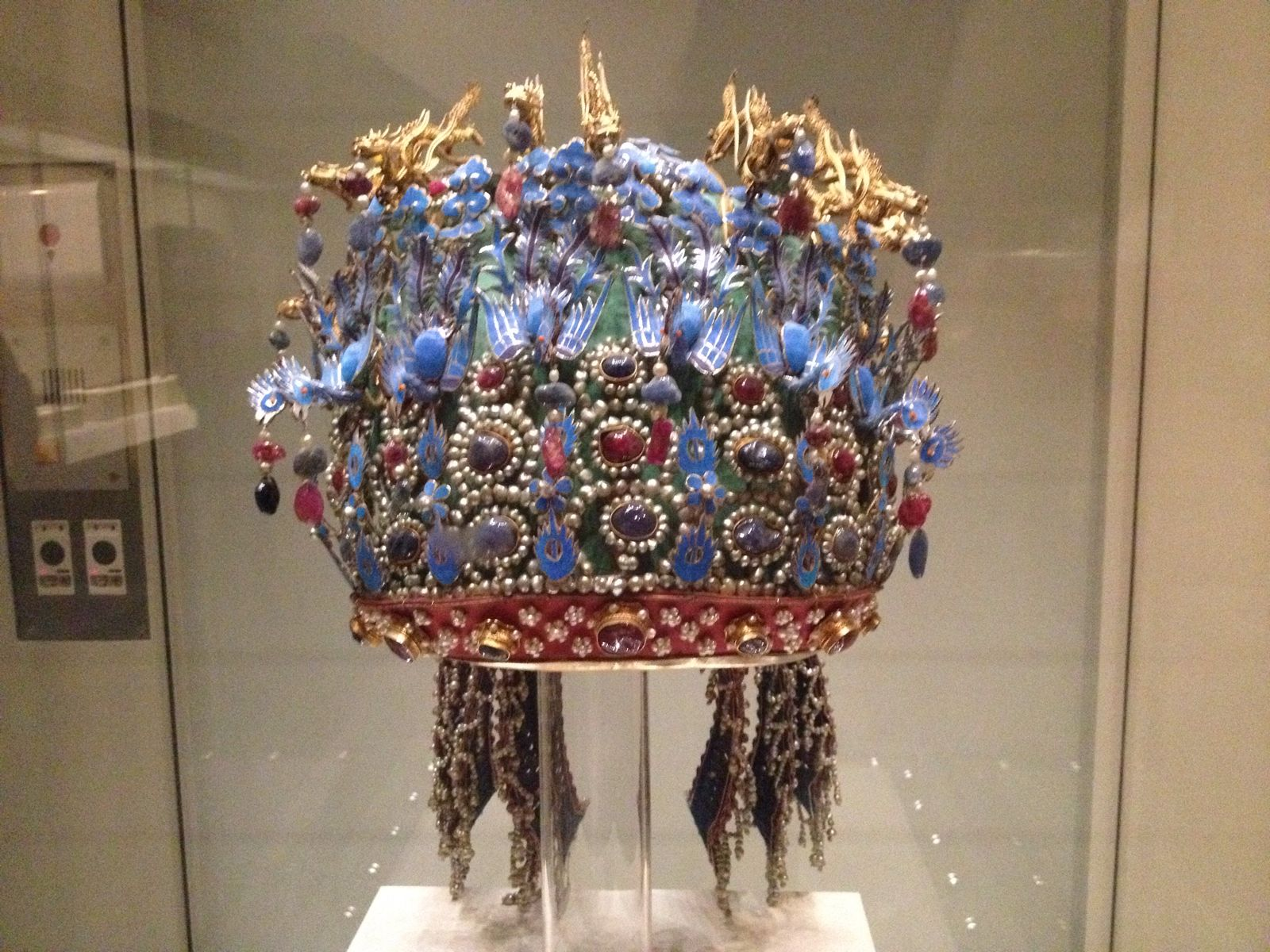
적관

대수머리(大首머리)는 조선시대 왕비가 대례복을 입을 때 하던 머리모양이다. 왕비가 대례복인 적의(翟衣)을 입을 때 머리에 쓰던 적관(翟冠)이 임진왜란으로 소실된 이후 궁중의 제식을 정비하던 중 적관을 구할 수 없게 되자 가체(加髢)의 한 종류인 대수머리를 하기 시작한 것으로 추정된다.

## 사진 자료

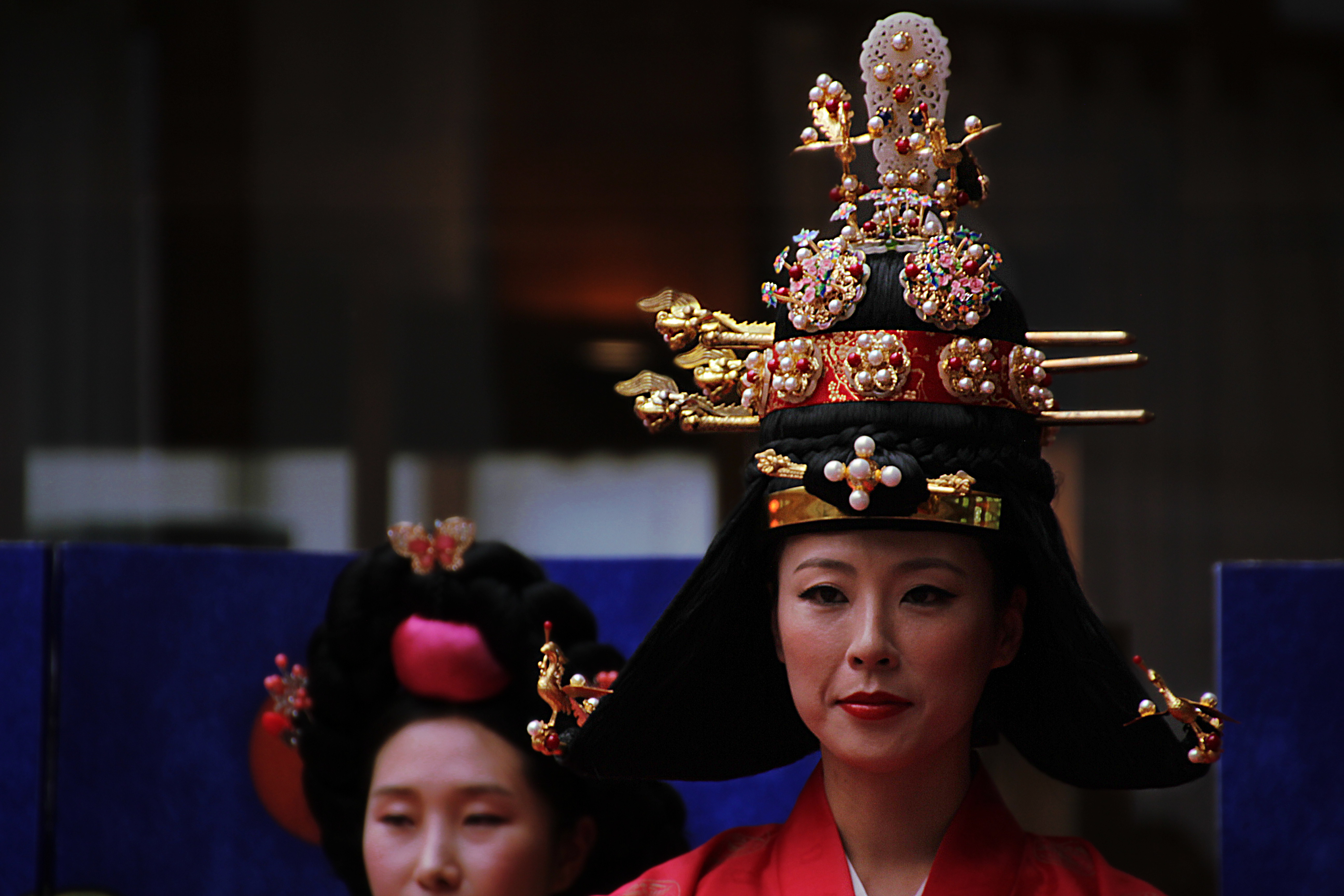
대수머리
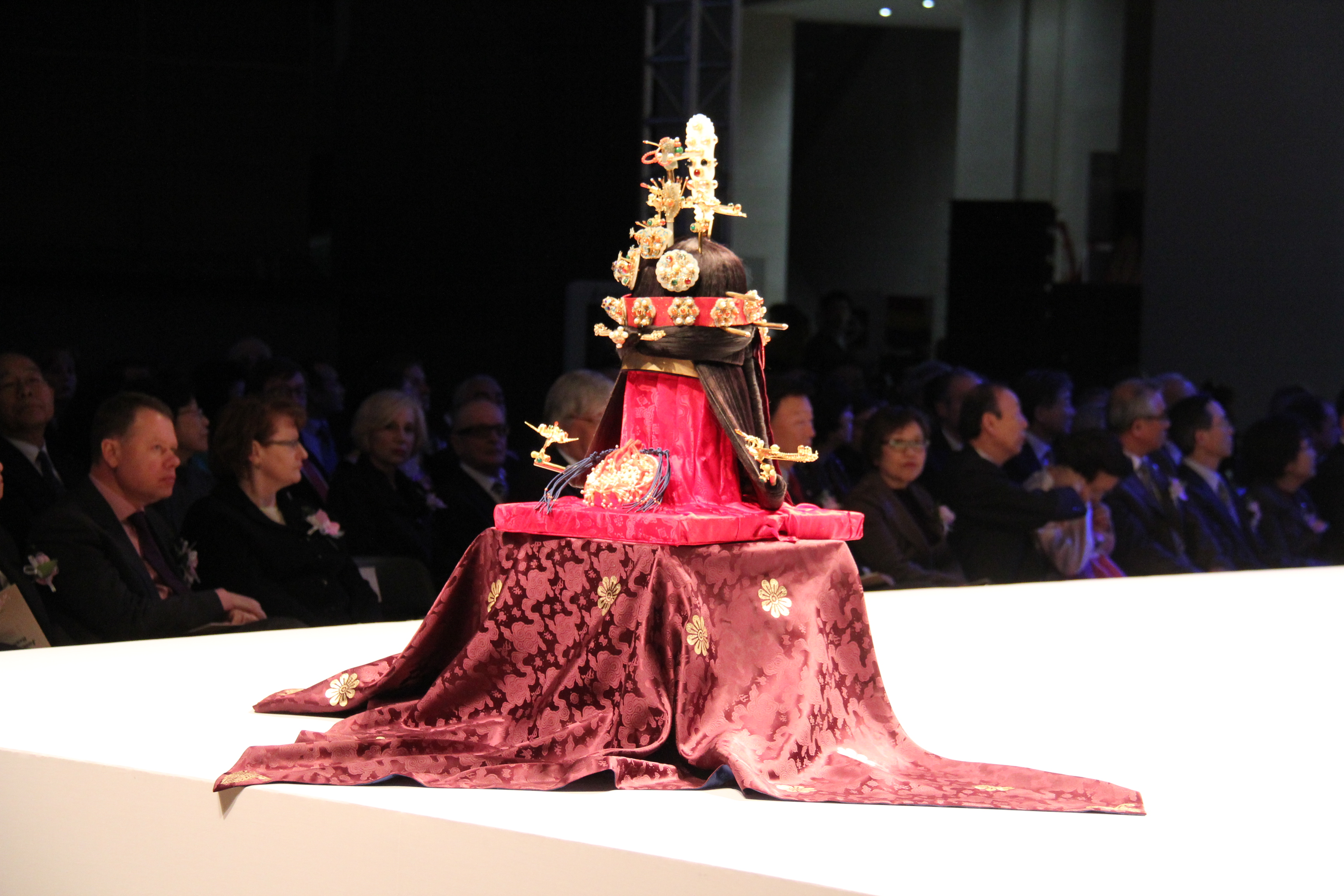
대수